# La Isleta (Argentina)
La Isleta és una localitat argentina al departament General Obligado de la província de Santa Fe. És a 4 km a l'est de Villa Ocampo, de la qual depèn administrativament. Comptava amb 210 habitants (Instituto Nacional de Estadística y Censos de Argentina,
INDEC, 2010) amb tendència al descens del 45% enfront dels 364 habitants (Indec, 2001) del cens anterior.
El paratge de La Isleta fou el primer al qual va arribar el grup que inicià la colonització de Villa Ocampo el 1880, construint-s'hi un fort de fusta per a resguard dels atacs indígenes. Desproveïts d'aliments, degueren romandre al lloc una setmana a canvi de labors que els permeteren adquirir queviures i després el contingent es traslladà uns quilòmetres més a l'oest on fundaria la colònia i ciutat de Villa Ocampo. En 2010 s'hi estava construint la xarxa d'aigua potable mitjançant un nucli independent del de la planta urbana de Villa Ocampo.
| Gràfica d'evolució demográfica de La Isleta entre 1991 i 2010 |
|                                                               |